# 兴隆山站
兴隆山站是位于吉林省长春市宽城区兴隆山镇的一个铁路车站，邮政编码130100。车站建于1919年，有长图铁路经过该站，现办理客货运业务，车站及其上下行区间均未电气化。车站距离长春站16公里，隶属沈阳铁路局，是四等站，2016年获批为临时开放口岸，2019年5月6日获批为整车进口口岸。